# Ścigana
Ścigana (ang. Haywire) – amerykański thriller z 2011 roku w reżyserii Stevena Soderbergha.

## Opis fabuły
Piękna Mallory Kane (Gina Carano) jest tajną superbronią amerykańskich służb specjalnych. W najodleglejszym zakątku świata jest w stanie wykonać najtrudniejsze zadanie i nie pozostawić żadnego śladu. Oficjalnie nie istnieje. Nieoficjalnie jest niezastąpiona. Ale do czasu, gdy staje się niewygodna. Pewnego dnia, podczas pełnienia kolejnej misji, Mallory wpada w pułapkę. Wszystko wskazuje na to, że jej mocodawcy postanowili się jej pozbyć i zlecili jej likwidację.
Grupa wysoko postawionych mężczyzn, wprowadzających w życie spisek mający na celu eliminację jednej kobiety, nie doceniła jednak swego najlepszego agenta. Mallory nie ma zamiaru się wycofać. Postanawia powrócić do gry, by wyrównać rachunki, ukarać winnych i ocalić swoich najbliższych. Większość przeciwników doskonale zna, tak jak Kennetha (Ewan McGregor), który był jej szefem i kochankiem. Przygodnym kochankiem był też Aaron (Channing Tatum), członek barcelońskiej grupy Mallory. Teraz czeka ją niebezpieczna podróż po świecie, od Waszyngtonu i Nowego Meksyku po Barcelonę i Dublin.

## Obsada
- Gina Carano jako Mallory Kane
- Ewan McGregor jako Kenneth
- Channing Tatum jako Aaron
- Michael Fassbender jako Paul
- Bill Paxton jako John Kane
- Antonio Banderas jako Rodrigo
- Michael Douglas jako Coblenz
- Michael Angarano jako Scott
- Mathieu Kassovitz jako Studer
- Anthony Brandon Wong jako Jiang

i inni